# Агамиров, Расим Рашид оглы
Расим Рашид-оглы Агамиров (азерб. Ağamirov Rasim Rəşid oğlu, род. 6 июня 1967, Баку) — азербайджанский и российский дзюдоист, Заслуженный мастер спорта, мастер спорта СССР Международного класса, мастер спорта СССР по самбо, 2-кратный чемпион мира среди мастеров, 2-кратный чемпион Европы среди мастеров, 3-кратный чемпион России среди мастеров, чемпион мира по дзюдо среди железнодорожных клубов, 5-кратный призёр первенств СССР по дзюдо, призёр IX Спартакиады народов СССР, призёр кубка СССР, 2-кратный чемпион Вооруженных Сил СССР по дзюдо и самбо, призёр чемпионата рвладюатствлазнод СССР по самбо, заслуженный тренер России.

## Биография
Ходил в секцию дзюдо и самбо в ДСО "Локомотив" г.Баку в 1980-1985 гг. под руководством Заслуженного тренера АзССР Тарлана Гасанова и Надира Касумова. 
В 1985 году призывался в армию Вооруженных Сил СССР. 
Так же выступал в 1985-1989 гг. в Центральном Спортивном Клубе Армии г.Москвы (ЦСКА) под руководством Главного тренера Вооруженных Сил СССР, Заслуженного мастера спорта СССР Авеля Казаченкова.
В 1990 году окончил Азербайджанский Государственный Институт Физической Культуры имени С. М. Кирова в городе Баку.